# Francisco Jardón Ron
Francisco Jardón Ron (29. ožujka 1911.) je bivši španjolski hokejaš na travi. 
Na hokejaškom turniru na Olimpijskim igrama 1948. u Londonu je igrao za Španjolsku, zajedno s braćom Eduardom i Fernandom. Odigrao je tri susreta.

## Vanjske poveznice
- (šp.) Španjolski olimpijski odbor  Arhivirana inačica izvorne stranice od 4. ožujka 2016. (Wayback Machine) Profil
- Profil na Sports-Reference.com  Arhivirana inačica izvorne stranice od 5. srpnja 2009. (Wayback Machine)